# Tales from the Emerald Sword Saga (Rhapsody)
 (avril 2007).
La saga de l’Épée d’Émeraude est une histoire épique imaginaire répartie sur cinq albums par le groupe italien de metal symphonique Rhapsody. C’est une histoire typique du bien contre le mal comportant des héros, seigneurs mauvais, dragons, créatures magiques et une fin heureuse. Le héros de l'histoire est le Guerrier de Glace (Warrior of Ice), un brave et féroce guerrier, qui se met à la recherche de l’Épée d’Émeraude (Emerald Sword) avec laquelle il pourra défaire le Seigneur Noir Akron. Durant cette quête il rencontre de nombreuses créatures, ainsi qu’un prince et une princesse appelés Arwald et Airin, et le puissant dragon Tharos. Le narrateur de l’histoire est le magicien antique Aresius, "celui qui a tout vu". L'histoire est partagée en cinq CD :
- Legendary Tales (1997)
- Symphony of Enchanted Lands (1998)
- Dawn of Victory (2000)
- Rain of a Thousand Flames (2001)
- Power Of The Dragonflame (2002)

## Déroulement de l'histoire

### Legendary Tales
Legendary Tales (contes légendaires) est le commencement de l'histoire.
Les auditeurs sont présentés au Guerrier de Glace et à sa quête. Le guerrier commença à rechercher l’Épée d’Émeraude, et voyagea vers la ville d'Ancelot. Là, il vit que la ville était en ruines et que les victimes étaient innombrables. La princesse Airin avait été capturée par les forces d'Akron, Seigneur Noir, ainsi que plusieurs autres des chevaliers les plus courageux, et ont été amenés dans la cité d’Hargor. Mais le guerrier ne savait rien de tout cela et crut avoir trouvé le corps d'Airin, et fut très triste au sujet de sa mort.
Après ces évènements, il repartit au loin et rencontra l'armée du prince Arwald, qui avait échappé à la tragédie, et ils joignirent leurs forces. Ensemble ils allèrent jusqu’à la ville d'Elnor, où ils commencèrent leur recherche des trois clefs de la sagesse, qui ouvriront la voie de l’Épée d’Émeraude. Le Guerrier de Glace, assoiffé de vengeance, ne put trouver le repos quand ils arrivèrent dans Elnor, en attendant ce qui arriverait...

### Symphony of Enchanted Lands
Le thème principal dans Symphony of Enchanted Lands (Symphonie des Terres Enchantées) est la recherche des trois clefs de la sagesse.
Comme prophétisé dans des contes légendaires, le Guerrier de Glace dut d'abord surmonter ses craintes les plus profondes dans le « miroir des ombres » pour obtenir la première clef. Il eut ensuite à passer Tharos, le dragon toujours attentif, gardien de la deuxième clef, qui était sous un charme. Le Guerrier de Glace prit finalement l’ascendant d’un long combat, et aurait pu frapper mortellement Tharos mais ne le fit pas, libérant ainsi Tharos de son charme. Le guerrier et Tharos devinrent alors alliés.
Tharos prit le guerrier sur son dos, et ils volèrent jusqu’à une vallée éloignée, où se trouvait l’autel d’Ikaren. Là, dans une caverne mystique, ils trouvèrent la troisième clef. Près de cet autel se trouvait un passage caché, menant à un grand hall. Le magicien antique Aresius se trouvait là, attendant l'arrivée de l’Élu. Aresius était le gardien surveillant les Portes d'Ivoire, le passage à une terre merveilleuse. Le Guerrier de Glace entra ainsi que Tharos, et ils traversèrent alors une magnifique vallée et un désert, avant d’arriver dans un endroit totalement vide. Soudainement, des fantômes et des vampires arrivèrent de chaque côté, bloquant rapidement toute issue au guerrier. Mais Tharos remboursa sa dette et sauva le guerrier, et ensemble ils volèrent loin de cet enfer.
Ce fut un vol merveilleux, jusqu'à ce que le ciel devienne sombre et que tout devienne froid. Tharos indiqua au guerrier que c'était la Forteresse des Abysses, où l'Épée d’Émeraude serait cachée. Quand ils volèrent au-dessus de la forteresse, des démons ailés apparurent, rendant la situation un peu plus compliquée. Tharos laissa le guerrier sur la plus haute tour, alors qu'il combattait les démons volants. Le guerrier ouvrit une trappe et entre dans un grand hall… avec à l'extrémité l'Épée d’Émeraude. Le Guerrier de Glace marcha jusqu’à l'épée, et la retira de son emplacement, mais alors le gardien de l'épée apparut, tuant presque le guerrier. 
Heureusement Tharos était encore là, et il se jeta sur le monstre, donnant au guerrier assez de temps pour récupérer et porter un coup fatal au monstre. Ils retournèrent rapidement vers la sortie et volèrent de nouveau dans un monde plus plaisant.
Une fois qu'ils eurent repassé les Portes d'Ivoire, le guerrier remarqua que Tharos est blessé. C'était une blessure mortelle, et Tharos mourut peu de temps après. Le Guerrier de Glace était maintenant encore plus désireux de vengeance et jura de tuer le Seigneur Noir Akron de ses propres mains.

### Dawn of Victory
Dawn of Victory (l'aube de la victoire) marque un tournant des tragédies.
L'Épée d’Émeraude est aux mains du Guerrier de Glace et avec cette arme légendaire il libéra Ancelot du siège mené par le personnage nouvellement présenté Dargor. Dargor se retira d'Ancelot et retourna à Hargor. Pendant ce temps, le guerrier entendit d'Arwald qu'Airin et les autres prisonniers étaient toujours en vie.
Tandis qu'ils réfléchissaient à un moyen de les sauver, ils reçurent un message d'Akron déclarant qu'ils devaient lui donner l'Épée d’Émeraude ou il tuerait tous les prisonniers un par un. Le Guerrier de Glace et Arwald n'eurent d’autre choix que d’accepter et de rencontrer Akron à Hargor. Akron, étant un véritable Seigneur Noir, n'a pas dit la vérité, et quand le guerrier et Arwald arrivèrent à Hargor, les chevaliers étaient déjà exécutés, et les forces d'Akron capturèrent le guerrier et Arwald. Airin n'avait toutefois pas été tuée.
Mais Akron avait de terribles plans pour les trois héros. Airin se fit brutalement violer par des démons devant Akron, Arwald et le Guerrier de Glace, alors que Dargor essayait de convaincre Akron que ce n'était pas une manière appropriée d'agir. Ca n'a pas aidé. Airin, dans son dernier souffle, fut jetée dans un puits contenant un acide terrible. Arwald endura la même destinée, après avoir été terriblement torturé, et Dargor ne put supporter ce spectacle et partit.
Arwald, cependant, dans un dernier élan de lucidité, jeta de l’acide dans la direction du Guerrier de Glace, et par miracle ses chaînes ont fondu. Le guerrier s'est échappé en se jetant dans un fleuve souterrain, nommé Aigor, qui l'a porté en sûreté. Les démons ne purent le trouver, et il est retourné dans la ville sainte d'Algalord pour rapporter cette tragédie. Akron possédait maintenant l'Épée d’Émeraude, et ceci allait apporter beaucoup de malheurs...

### Rain of a Thousand Flames
Dans Rain of a Thousand Flames (Pluie de mille flammes) l’œuvre de destruction menée par Akron et ses forces est le thème principal.
Dans toutes les chansons les actes des démons sont décrits, parfois de manière non mélodique. Voici un résumé des évènements les plus tragiques :
- Une pluie du feu tomba sur l'armée du Guerrier de Glace
- La Reine de l’Horizon Noir fut ressuscitée
- Les « rites du sang » furent effectués, annonçant l'arrivée de milliers de démons
- Les villes d'Elnor et de Thorald furent détruites, et le Roi Éric d'Elnor se fit tuer dans les combats

### Power of the Dragonflame
Power of the Dragonflame (la puissance du dragon) est la conclusion de la saga.
Le Guerrier de Glace s’est retiré dans la ville d'Élgard, où Aresius guérissait son esprit tourmenté. En dépit de toutes les pertes, le guerrier a été accueilli en héros, et il voyaga de nouveau dans la ville sainte d'Algalord pour rencontrer les rois survivants. Ensemble, ils décidèrent que c’était le moment, et ils organisèrent une immense armée pour arrêter les forces d'Akron et la Reine de l’Horizon Noir.
Akron était bien plus puissant qu'avant grâce à l'Épée d’Émeraude. L'armée du Guerrier de Glace fut complètement encerclée, et ils réalisèrent que tout était perdu. Dargor, le Seigneur des Ombres, défia le Guerrier de Glace dans un duel à mort, et le guerrier sortit victorieux de l’affrontement. Cependant, Dargor ne mourut pas. Il tomba d'une roche et se retrouva emprisonné. Le guerrier vit le conflit intérieur de Dargor et l'aida à se dégager. Dargor ne comprit pas cet acte de pitié, car il croyait que le guerrier était mauvais (Akron lui ayant dit que le Guerrier de Glace avait assassiné sa famille) et il le frappa alors de son épée. Le guerrier n'ayant pas du tout prévu ceci de Dargor et incapable de lui parler tomba à terre, saignant abondamment.
Akron était maintenant prêt à déclarer la victoire totale, et occupant Algalord il réduisit la ville en ruines. Le Guerrier de Glace fut torturé à nouveau, mais cette fois Dargor resta et regarda. Il comprit alors que  ce qu’Akron lui avait dit était faux, et il se retourna contre le Seigneur Noir. Il le frappa et tua la Reine de l'Horizon Noir, appela la puissance des gargouilles, de mythiques créatures de pierre, prévoyant de tuer Akron. Le Seigneur Noir, cependant, donna un signal à un démon, qui jeta son arme sur Dargor, le blessant à épaule. Akron dit alors à Dargor qu'il s'était longtemps attendu à cette trahison, et alors tout semblait perdu.
Mais Gaia, la mère de Dargor et déesse de la Terre, lui donna un regain de force et il frappa Akron sur la plateforme où le Guerrier de Glace se trouvait, prête à être abaissée dans les marais d'Acheros, pour être dévoré par des serpents aquatiques. Le guerrier cria à Dargor qu'il devait abaisser la plateforme, ce qu’il fit. Le guerrier parvint à reprendre l'Épée d’Émeraude de son fourreau et, grâce à elle, retint le Roi Noir qui tomba dans les marais et fut dévoré par les serpents d’eau.
Ainsi, Dargor mena personnellement les forces d'Algalord à la victoire, avec l'aide des gargouilles qu'il avait appelé. Ils triomphèrent des démons que les gargouilles renvoyèrent à travers les Portes de l’Enfer, où elles restèrent pour les garder. Algalord fut reconstruite, et les gargouilles devinrent le nouveau symbole de la ville. Dargor disparut et ne fut jamais revu.

## Liste des personnages
- Le Guerrier de Glace (Warrior of Ice), le héros
- Le Seigneur Noir Akron
- Dargor
- La princesse Airin
- Le prince Arwald
- Le dragon Tharos
- Les Gargouilles
- Gaia (mère de Dargor et déesse de la Terre)
- La Reine de l’Horizon Noir